# Melíssi (ort i Grekland, Mellersta Makedonien)
Melíssi är en ort i Grekland.   Den ligger i prefekturen Nomós Péllis och regionen Mellersta Makedonien, i den norra delen av landet, 300 km norr om huvudstaden Aten. Melíssi ligger 8 meter över havet och antalet invånare är 1 024.
Terrängen runt Melíssi är huvudsakligen platt, men norrut är den kuperad. Runt Melíssi är det ganska tätbefolkat, med 149 invånare per kvadratkilometer. Närmaste större samhälle är Giannitsá, 5,0 km öster om Melíssi. Trakten runt Melíssi består till största delen av jordbruksmark.